# Tandenborstel

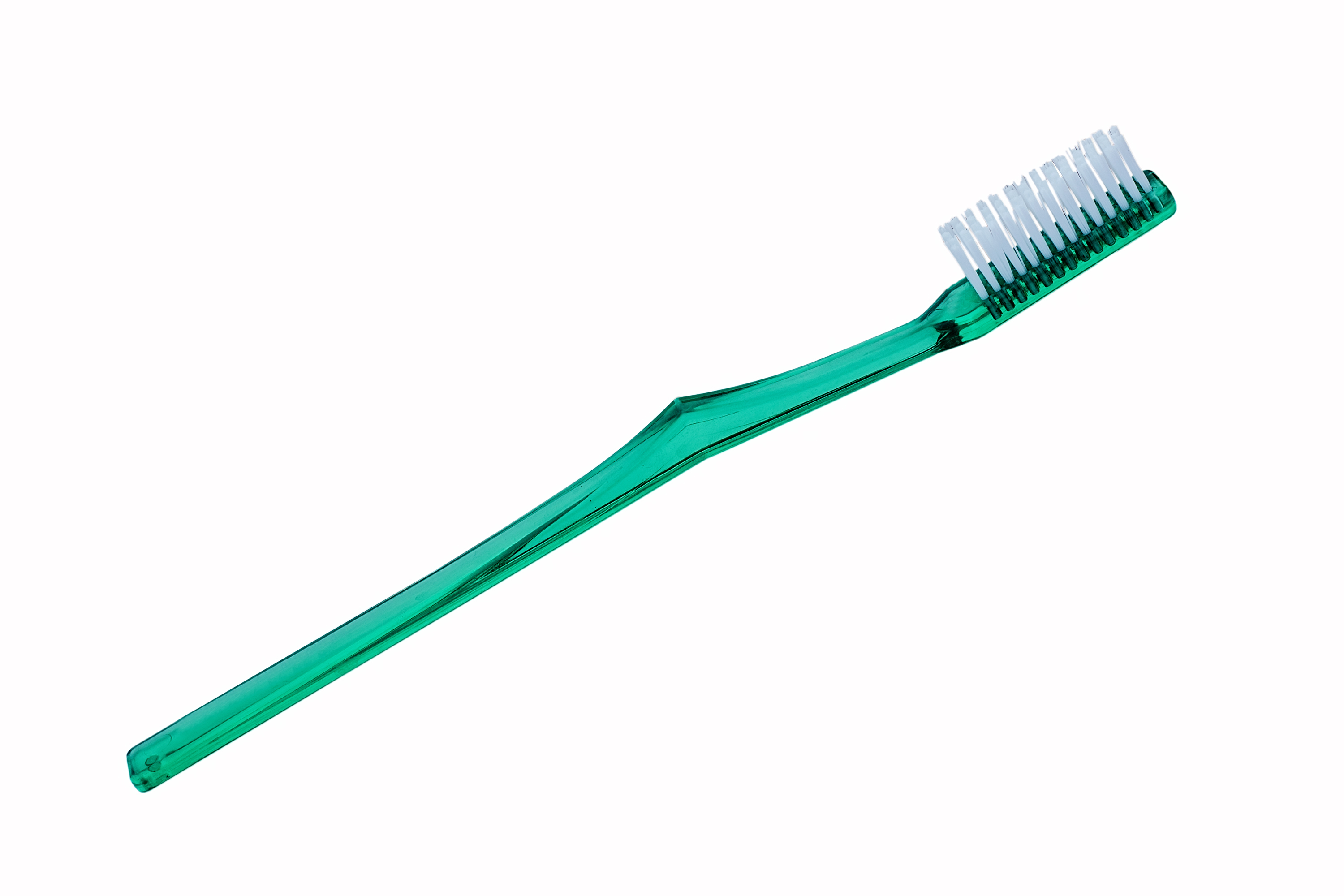
Tandenborstel

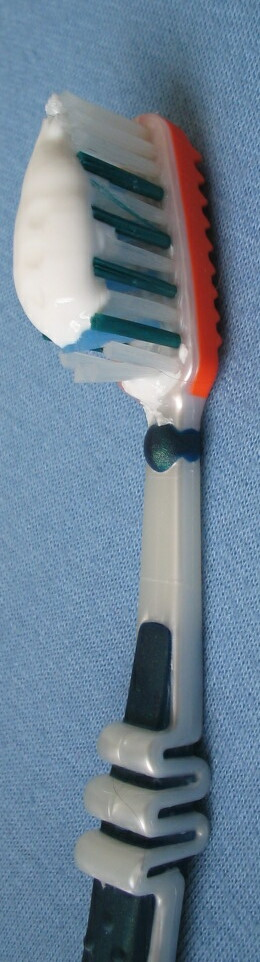
Tandenborstel met tandpasta

Een tandenborstel is een kleine borstel om samen met tandpasta de tanden schoon te maken. Er bestaan twee typen tandenborstels; handtandenborstels en elektrische tandenborstels.
- Een handtandenborstel bestaat uit een steel met aan het uiteinde een borstelkop.
- Een elektrische tandenborstel heeft een motortje in het handvat, waarmee de borstel in trilling en/of rotatie gebracht wordt.

Uit wetenschappelijk onderzoek blijkt dat elektrische tandenborstels met zowel een rotatie als een trilling meer plaque verwijderen dan normale handtandenborstels. Een schoner gebit en een verminderde kans op cariës wordt bereikt. Deze positieve resultaten zijn dus alleen van toepassing op elektrische borstels die zowel roteren als trillen.
De eerste tandenborstels werden vanaf 1498 in China gemaakt en bestonden uit varkenshaar op een steel van bot of bamboe. Vanaf 1938 werd voor de borstel kunststof zoals nylon gebruikt.
Soms wordt onterecht de illusie gewekt dat er voor op reis of onderweg een aantal goede alternatieven is ter vervanging van het tandenpoetsen, zoals kauwgom, vingerhoesjes en de kauwtandenborstel. Wetenschappelijke studies tonen echter aan dat al deze middelen absoluut voor onvoldoende mondhygiëne zorgen. Geadviseerd wordt tweemaal daags minimaal twee minuten de tanden te poetsen. Dit dient bij voorkeur aangevuld te worden met een keer tandenstoken en/of flossen dan wel gebruik te maken van interdentaalborsteltjes.
In zeer uitzonderlijke gevallen waarbij tandenpoetsen met behulp van een tandenborstel onmogelijk wordt gezien, bijvoorbeeld na een tandheelkundige operatie, wordt in overleg met de mondhygiënist of tandarts een passende oplossing bedacht. Spoelen met chloorhexidine is hierbij een mogelijkheid. Dit middel was in Nederland alleen op recept verkrijgbaar, maar is daar nu vrij verkrijgbaar.

## Natuurlijke tandenreiniging
In plaats van een kunststof tandenborstel kan gebruik worden gemaakt van het wortelhout van de in Azië en het Midden-Oosten voorkomende struik Salvadora persica (ook miswak genoemd). Tandpasta hoeft niet gebruikt te worden bij het kauwen op de wortel om hetzelfde effect te bereiken.